# Trận tấn công Căn cứ không quân Pleiku
Trận tập kích vào Căn cứ không quân Pleiku (còn gọi là Căn cứ Holloway ở Pleiku) diễn ra vào đêm ngày 6 tháng 2 năm 1965, khi Quân Mặt trận Giải phóng pháo kích dữ dội vào căn cứ này trong lúc các binh sĩ Mỹ đang ngủ say. Trước đó, khoảng 200 lính đặc công đã đột nhập vào căn cứ và lấy đi một số vũ khí. Kết quả của cuộc tấn công là 9 lính Mỹ thiệt mạng, 126 người khác bị thương, cùng với đó là 20 máy bay trong căn cứ bị phá hủy.
Để trả đũa vụ tấn công này, Hoa Kỳ đã mở Chiến dịch Flaming Dart nhằm vào miền Bắc Việt Nam.